# Rosalío Cortés
Rosalío Cortés Sánchez (* 1820, León -  † 1884, Masaya) fue un abogado y político nicaragüense, 
que fue miembro de la segunda Junta de Gobierno (chachagua) junto con el democrático Gregorio Juárez Sacasa del 19 de octubre al 15 de noviembre de 1857, la cual fue establecida luego del llamado Pacto Providencial de los Partidos Legitimista y Democrático durante la Guerra Nacional de Nicaragua contra el filibustero William Walker. Sustituyó como miembro legitimista al General Tomás Martínez Guerrero.

## Biografía
Rosalío Cortés Sánchez se casó con Juana Flores. Su hija Cándida Cortés de Bolaños (1854-1918) se casó con Alejandro Bolaños (1858-1914).
En 1852 fue uno de los partidarios de la candidatura del General Fruto Chamorro Pérez junto con José Jorge Viteri y Ungo, Obispo de Nicaragua.
Durante la guerra antifilibustera fue nombrado primero ministro de la Guerra y luego ministro de Relaciones Exteriores del gobierno Provisorio de Patricio Rivas.
En su discurso del 8 de noviembre de 1857, ante la Asamblea Constituyente, junto con Gregorio Juárez dijo: "es necesario olvidar las causas de la guerra y enfatizar la unidad y el heroísmo de la Guerra Nacional".
"La historia de los tres años que acabamos de atravezar, debería para siempre sepultarse en el olvido, con todas nuestras locuras, torpezas y desvaríos, si ella no envolviese la gloriosa campaña nacional que dio a los ejércitos aliados de todos los Estados de Centro América, 
la ocasión más propia, para hacer que el lustre de sus armas reflejase esplendente por todos los ángulos de la tierra… 
Consérvese sólo, de esos tres años, tanto honor, tanta generosidad en lo que ha cabido su parte a Nicaragua; bórrese todo lo demás, cuyo nombre y clasificación ignoramos; y procedamos a hablar de la época presente, que data del 24 de junio del corriente año".
Rosalío Cortés Sánchez fue el primer alcalde de Masaya entre 1857 y 1860, cuando fue sucedido por don Manuel Zúñiga.